# Jean Nicolas Karth
Jean Nicolas Karth, né à Strasbourg en 1795 et décédé dans la même ville en 1878, est un artiste peintre et dessinateur français, auteur de nombreux paysages alsaciens, surtout à l'aquarelle.

## Biographie
Artiste amateur « […] d'une qualité professionnelle », Jean Nicolas Karth travaille comme négociant en draps dans sa ville natale où il donne aussi des cours de dessin.
En 1823 il épouse Louise Henriette Oppermann (Strasbourg, 11 mars 1803 – Strasbourg, 17 décembre 1848), également issue d'une famille d'artistes amateurs. Son frère Charles Frédéric Oppermann, docteur en science et professeur à l'université de Strasbourg, a réalisé plusieurs vues d'Alsace à l'aquarelle, dans un style proche de celui de Jean Nicolas Karth.
Dans les années 1850 (?), il vend son commerce pour se consacrer entièrement à la peinture.
À partir de 1854, Karth s'installe dans la vallée de Munster puis à Guebwiller. Quelques années plus tard, il part vivre à Bâle (1865), puis à Barr (1869), avant de revenir à Strasbourg. Il habite Schiltigheim en 1870 avant de s'installer définitivement à Strasbourg en 1876, rue du Vieux-Marché-aux-Poissons.
En août 1870 Karth se trouve à Strasbourg lors du siège de la ville par l'armée prussienne. Il a réalisé plusieurs aquarelles représentant les destructions causées par les bombardements et les travaux de fortifications exécutés après l'annexion de l'Alsace par l'Allemagne.

## Œuvres
L'œuvre de Karth se compose essentiellement de paysages à l'aquarelle évoquant le piémont et les crêtes vosgiennes. Les lieux les plus représentés dans ses œuvres sont les suivants : le col de la Schlucht, la vallée de Munster, le Hohwald, les alentours du mont Sainte-Odile, les villes de Guebwiller, Obernai et Bâle, sans oublier un grand nombre de châteaux en ruine. Il existe également quelques vues du nord de l'Alsace représentant Wissembourg et Niederbronn-les-Bains.
Karth est aussi l'auteur de recueils lithographiques édités par Godefroy Engelmann :
- Barr et ses environs, Mulhouse, 1826, 11 planches ;
- Vues pittoresques des environs de la Montagne Sainte-Odile, dessinées d'après nature par un amateur, Strasbourg, 1826, 12 planches ;
- Der Odilienberg und seine Umgebungen, Mulhouse, 1830, 15 planches.

Certaines de ces planches et les dessins ayant servi de modèles aux lithographies sont conservés au cabinet des estampes ainsi qu'à la Bibliothèque nationale universitaire de Strasbourg.

Cabinet des estampes et des dessins de Strasbourg
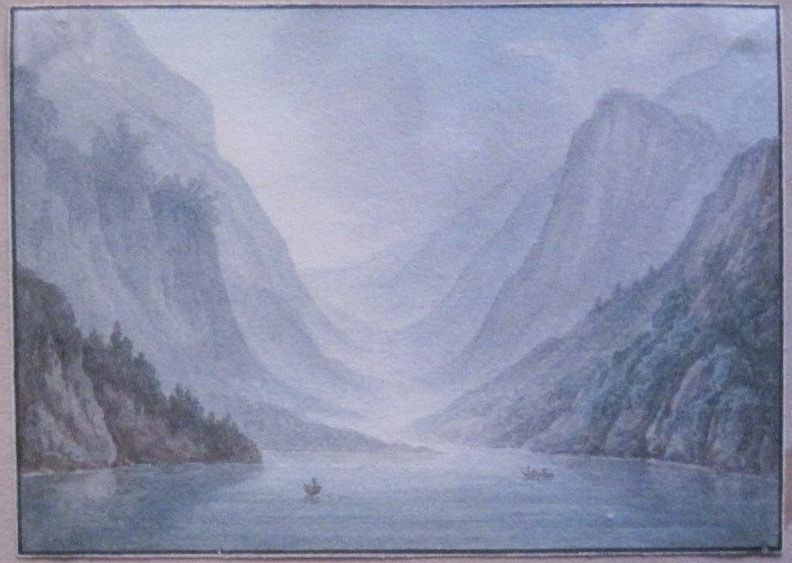
Paysage de montagne.
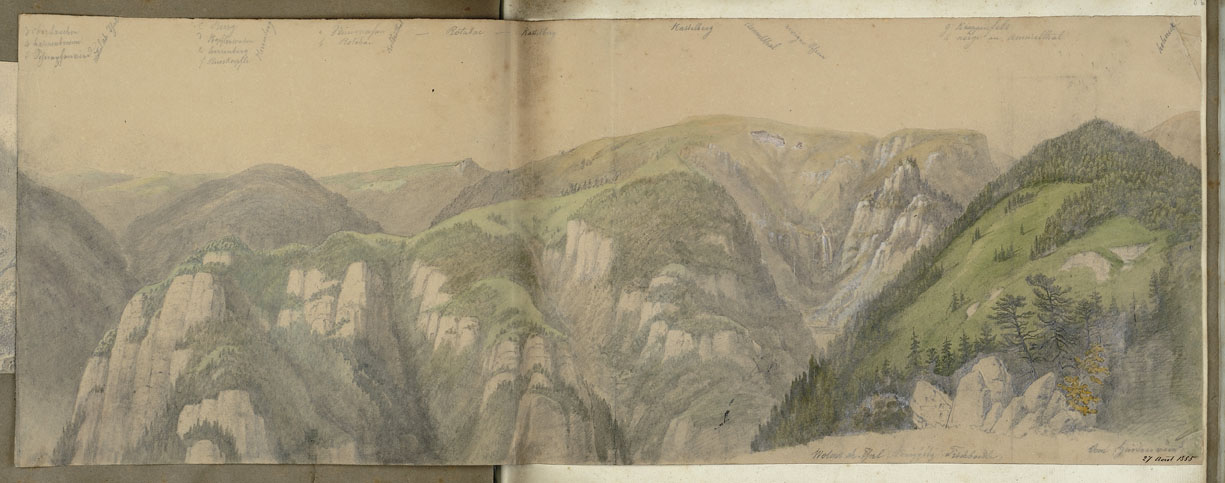
Vue du massif du Kastelberg au milieu du XIXe siècle.
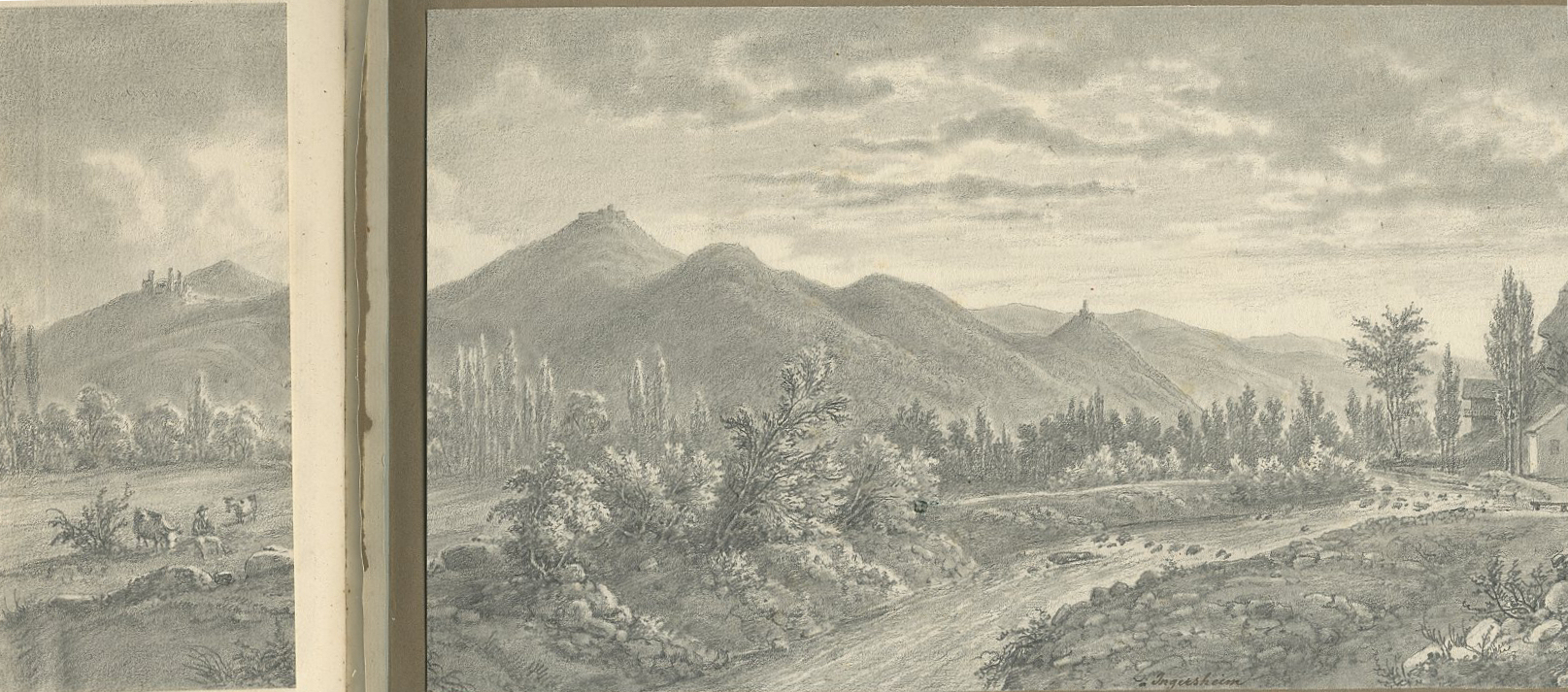
Vue d'Ingersheim au milieu du XIXe siècle.

## Sélection d'œuvres
- Vue sur les Vosges, 1837, Médiathèque André-Malraux de Strasbourg
- Vue du Hohneck, 1850, Cabinet des estampes et des dessins de Strasbourg
- Vue des alentours du Schauenburg près de Bâle, 1859, Cabinet des estampes et des dessins de Strasbourg
- Les châteaux du Spesbourg, d'Andlau et de Landsberg au sud d'Andlau, 1867, collection particulière
- Vue du lac de Soultzeren, s. d., Cabinet des estampes et des dessins de Strasbourg

## Carnet d'aquarelles et de dessins

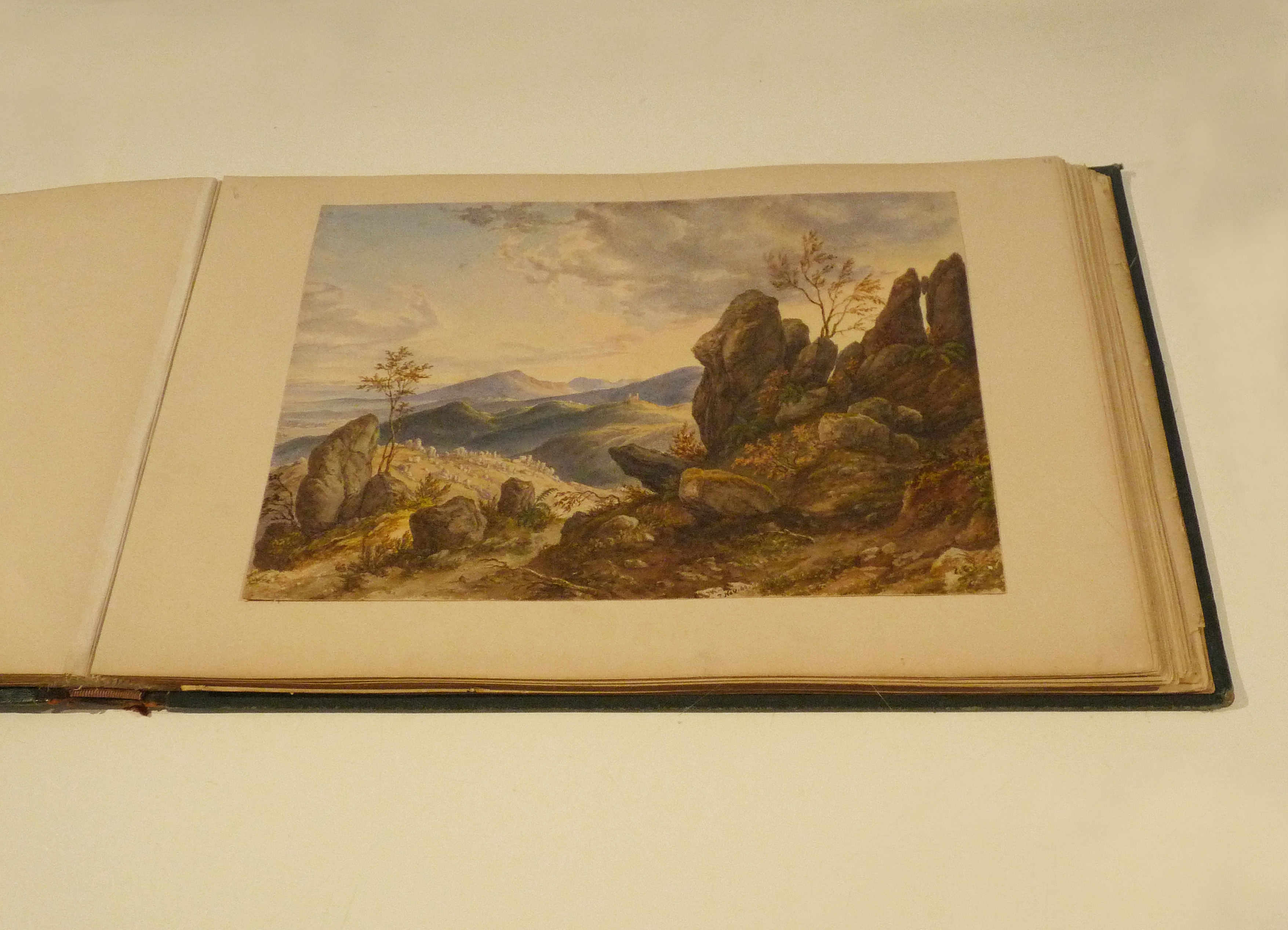
Château de Frankenbourg
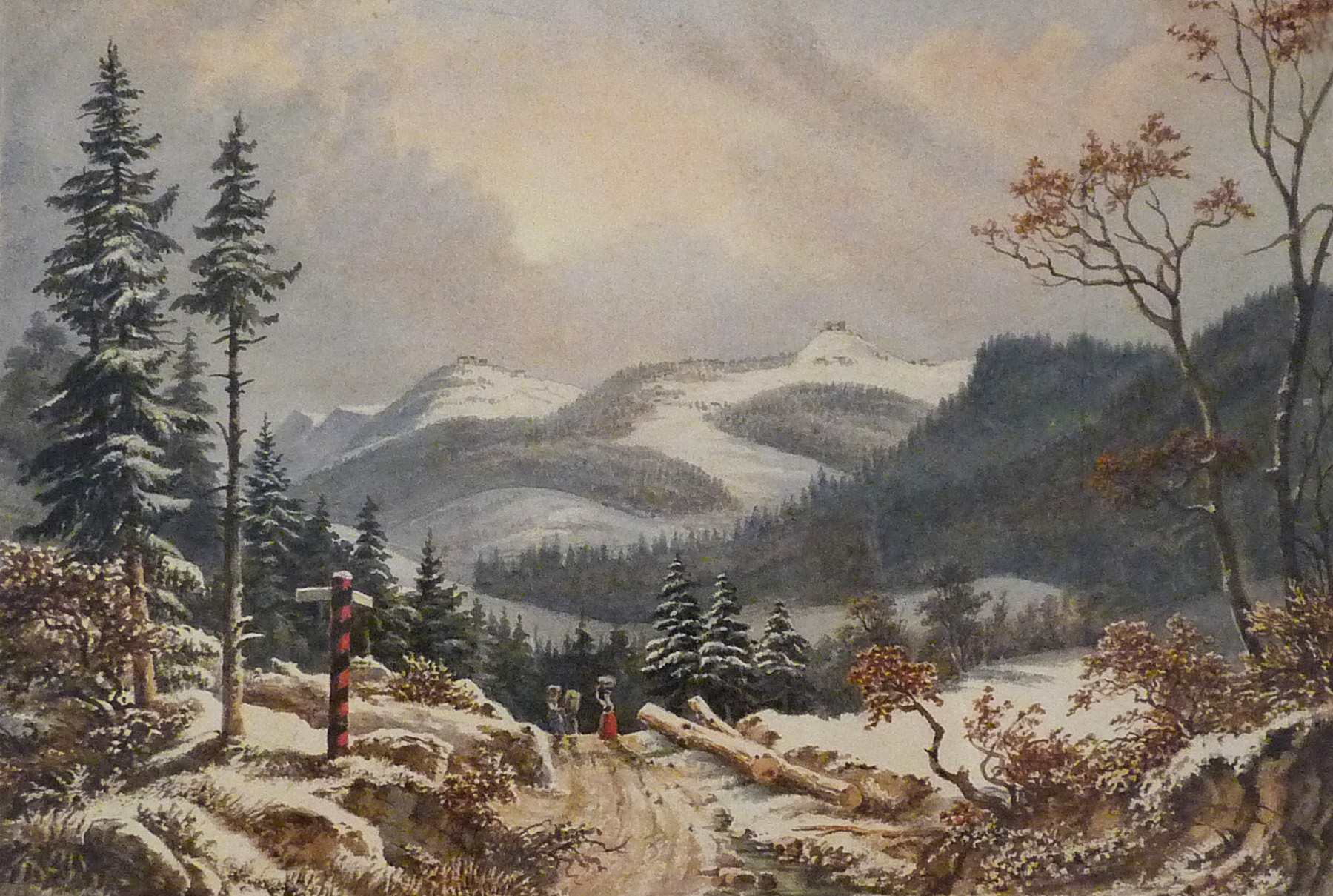
Les Vosges en hiver
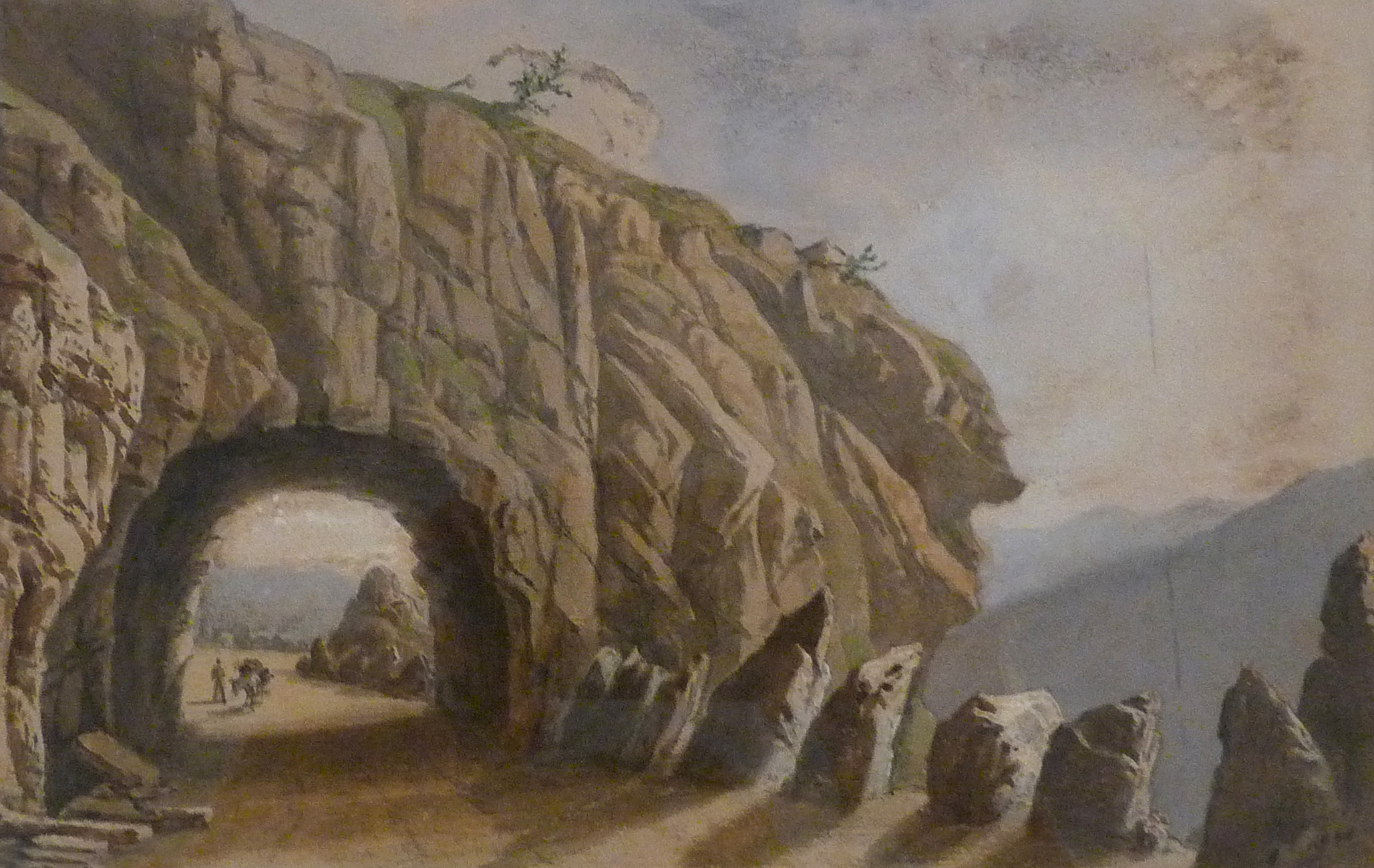
Col de la Schlucht
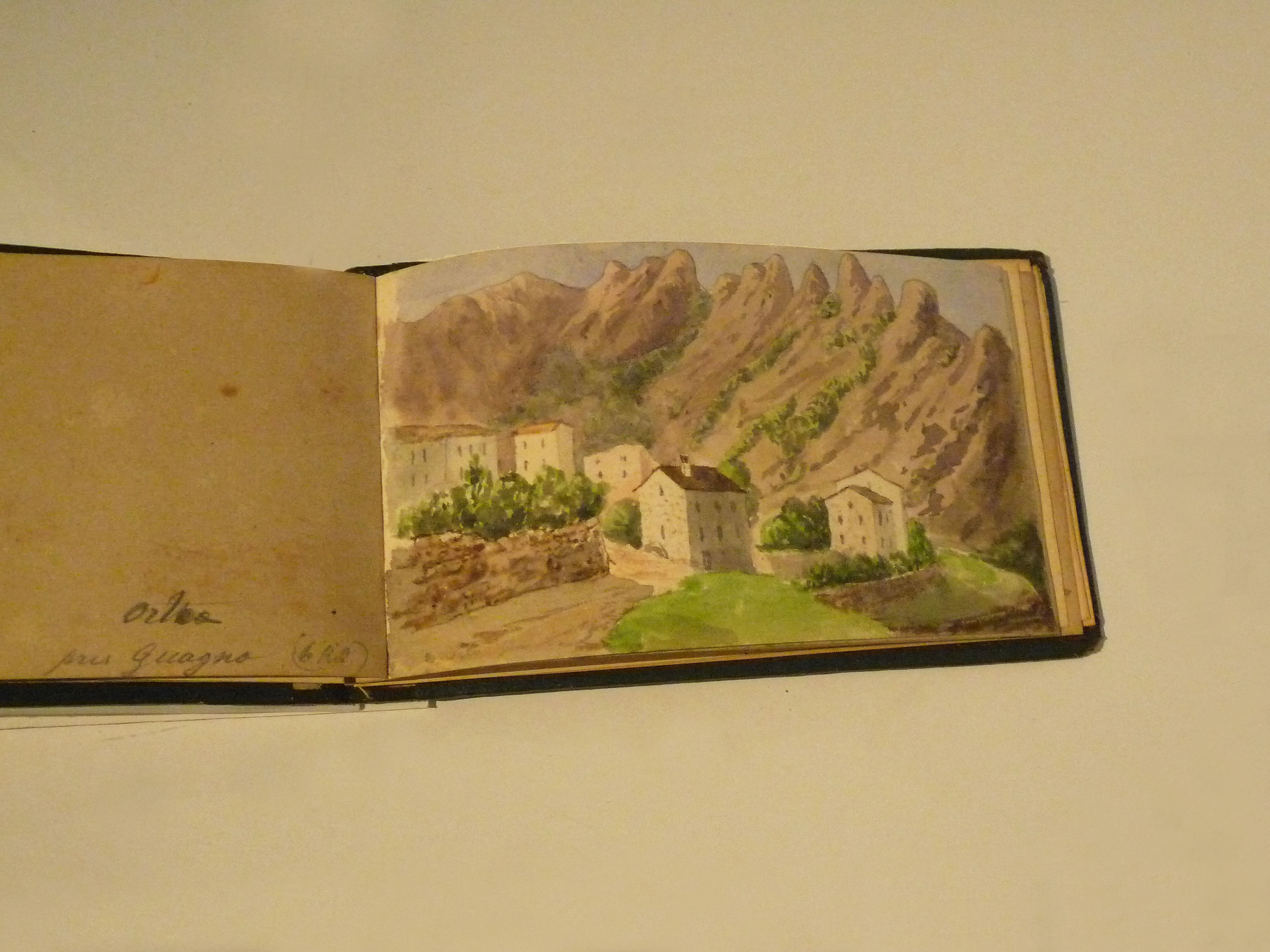
Maisons sans cheminée à Orto